# علی گلمرادی
علی گلمرادی، چهره سیاسی مستقل و نماینده مردم ماهشهر، امیدیه و هندیجان، در دهمین دوره مجلس شورای اسلامی است.

## نماینده ماهشهر در مجلس دهم
علی گلمرادی در دهمین دوره انتخابات مجلس شورای اسلامی، مستقلین گام دوم در خوزستان حضور داشت و توانست در مرحله دوم انتخابات با کسب ۶۰٬۱۳۳ رأی از مجموع ۱۰۴٬۹۵۰ رأی مأخوذه صحیح به عنوان نماینده حوزه انتخابیه ماهشهر، امیدیه و سربندر، هندیجان، وارد مجلس دهم شود